# Elbląg
Elbląg (németül Elbing, oroszul Eлблoнг) – a Varmia-mazúriai vajdaság legnagyobb kikötője, járási jogú város, az elblągi járás székhelye. Az egyik legnagyobb város Észak-Lengyelországban, az Elbląg folyó torkolatánál, ahol a Visztula-öbölbe ömlik. Elblągban van az Alstom gyár egyik legnagyobb európai gyára. Fontos gazdasági és kulturális központ, valamint vasúti és közúti csomópont.

## Fekvés
Elbląg Gdańsktól 50 km-re délkeletre fekszik.

## Történelem
A várost először 1237-ben említik Elbing néven. 1241-ben városi jogot kapott. Ez idő tájt épült fel a Szent Miklós-katedrális. 1314-ben elkészült a városi torony is. Az elbingi flotta a Hanza-városok segítségére volt 1350-es években a norvégokkal és dánokkal vívott háborúban. 1360-ban 13 000 ember halt meg a nagy pestis idején. 1367-ben a kölni konföderáció tagja lett.
1414-ben a lengyel hadsereg megostromolta a várost, de sikertelenül. 1440-ben Poroszország része lett. 1453-ban a lengyeleknek sikerült bevenni a várat és lerombolták. 1454-ben behódolt a város IV. Kázmérnak. 1478-ban a város a régi előjogai megtartása mellett új lengyel önkormányzati jogokat is kapott.
1531-ben megalapították az első evangélikus gimnáziumot. 1550. körül II. Zsigmond Ágost király vallásszabadságot hirdetett. Ekkor épült a Szent Anna-templom. 1577-ben evangélikus templommá szentelték a Miklós-templomot. 1580-ban Báthory István uralkodása alatt jelentős kereskedelmi várossá fejlődött. 1594-ben a város fénykorát élte.
1625-ben ismét felütötte a fejét a pestis, 3608 fő volt a veszteség. 1626-ban a svéd csapatok II. Gusztáv Adolf svéd király vezetésével megtámadták és elfoglalták a várost. 1655 és 1660 között a svédek másodszor is elfoglalták a várost, de a lengyel király kiűzte X. Károly Gusztáv svéd királyt. 1657-ben II. János Kázmér lengyel király elzálogosította várost 400 000 tallérért cserébe.
1700-ban III. Frigyes herceg visszaadta a területet Lengyelországnak.
1710 és 1712 között az oroszok elfoglalták a várost. 1713-ban visszakerült a lengyel koronához, azonban a szász csapatok 1734-ig itt maradtak. 1758-ban, a hétéves háború végén oroszok szállták meg a várost egészen 1762-ig. 1772-ben Poroszország része lett.
1807-ben Napóleon csapatai megszállták a várost, és csak 1813-ban távoztak. 1828-ban a városban építették meg az első kelet-poroszországi gőzhajót. 1837-ben megalapították a Schichau Társaságot. 1840–1858 között építették meg az Északi-csatornát Iława és Elbing között, Georg Steenke tervei alapján. 1844. október 23-án a baptisták megalapították a városban első közösségüket. 1853-ban megépült a vasút.
1905-ben rendezett népszámláláson a város lakossága 94 065 fő volt, német anyanyelvűek főleg. 280 fő lengyel és kasub anyanyelvű volt. 1945. január 23-án a Vörös Hadsereg elfoglalta a várost. A háború súlyosan lerombolta a várost. 1945 márciusában Lengyelország része lett Elbląg néven a város. 1946-ban a Schichau-Werke gyárát kárpótlás gyanánt a szovjetek hazájukba szállították. 1948-ban a város lakossága 40 000 fő volt, 1962-ben már 81 000 fő.

## Látnivalók

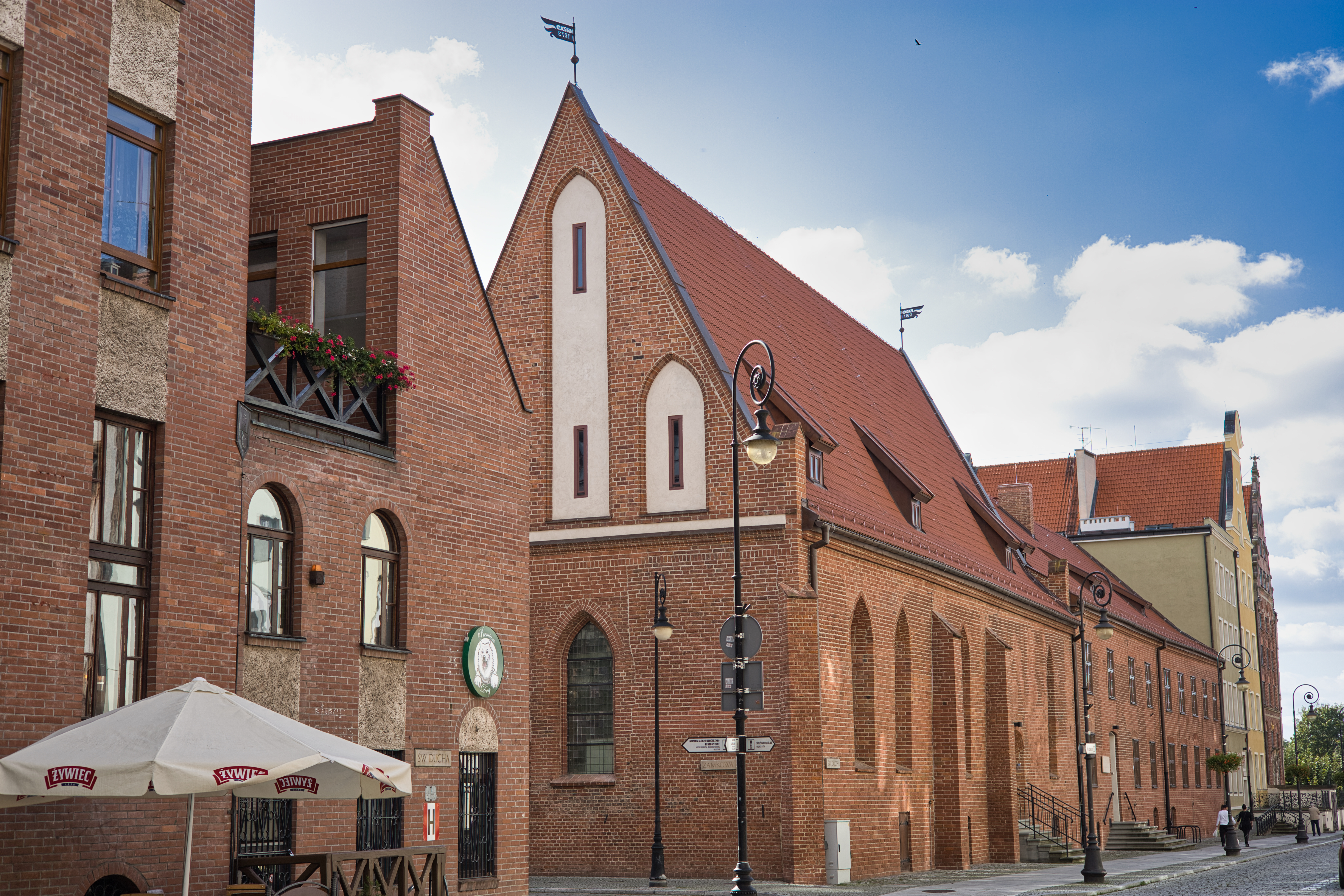
Könyvtár

- Szent Miklós katedrális (13-15. század)
- Vásár-torony (Brama Targowa) (1309.) és a városfalak maradványai
- Elblągi csatorna
- Szentlélek templom (14. század)
- Szent Antal templom (14. század)
- Domonkos-kolostor
- Corpus Christi templom (13-15. század)
- Városi könyvtár
- Dorottya templom (Kaczynosból áttelepítve)
- Antikommunista áldozatok emlékműve (1970)

## Közlekedés
Elblągban 7 országút található.
A város a Malbork–Braniewo vasútvonalon fekszik.
A legközelebbi nemzetközi repülőtér a Gdańskban található Lech Wałęsa repülőtér.
Hajóközlekedés 2006 júniusa óta van az új tengeri kikötőből.
A városban 5 vonalból álló villamosvonal-hálózat működik.

## Testvértelepülések
- Leer (Németország)
- Kalinyingrád (Oroszország)
- Baltijsk (Oroszország)
- Ronneby (Svédország)
- Druskininkai (Litvánia)
- Liepāja (Lettország)
- Nawahradak (Fehéroroszország)
- Ternopil (Ukrajna)
- Compiègne (Franciaország)
- Trowbridge (Nagy-Britannia)
- Coquimbo (Chile)
- Baoji (Kína)
- Tainan (Tajvan)